# Cariblatta inexpectata
Cariblatta inexpectata är en kackerlacksart som beskrevs av Rocha e Silva 1973. Cariblatta inexpectata ingår i släktet Cariblatta och familjen småkackerlackor. Inga underarter finns listade.